# Człowiek, którego zwano katem
Człowiek, którego zwano katem (ang. The Hangman) – amerykański western z 1959 w reżyserii Michaela Curtiza. Ekranizacja opowiadania Luke’a Shorta pod tym samym tytułem.

## Fabuła
Słynący ze swojej zawziętości w tropieniu przestępców (dzięki czemu zyskał przezwisko „Kat”) Szeryf Bovard tropi jednego z uczestników napadu na bank. Gdy w końcu odkrywa miejsce jego pobytu w niedużym miasteczku, przekonuje się, że ścigany otoczony jest powszechną sympatią jego mieszkańców. Ich postawa oraz odkrycie, że uciekinier w gruncie rzeczy niewiele miał wspólnego z napadem, zmuszają Bovarda do zrewidowania swojej postawy – pozwala uciec zbiegowi, a sam postanawia odejść ze służby i poświęcić się studiom prawniczym by walczyć ze złem za pomocą litery prawa, a nie rewolweru.

## Obsada aktorska
- Robert Taylor – Mac Bovard
- Tina Louise – Selah Jennison
- Fess Parker – szeryf Buck Weston
- Jack Lord – Butterfield/Bishop
- Shirley Harmer – Kitty Bishop
- Mickey Shaughnessy – Al Cruse
- Gene Evans – Murphy („Big Murph”)
- Betty Lynn – Molly (kelnerka w hotelu)
- Nelson Leigh – pułkownik Hammond
- Robert Adler – woźnica dyliżansu
- James Westerfield – Herb Loftus
- Mabel Albertson – Amy Hopkins
- Jose Gonzales-Gonzales – Pedro Alonso
- Lorne Greene – szeryf Clum Cummings
- Richard Collier – recepcjonista
- Dorothy Crehan – żona Bishopa
- James Hope – ordynans pułkownika
- Sam Wolfe – barman

i inni.